# 수원 서북공심돈
수원 서북공심돈(水原 西北空心墩)은 대한민국 경기도 수원시 팔달구 장안동에 있는 조선시대의 성곽이다. 2011년 3월 3일 대한민국의 보물 제1710호로 지정되었다.

## 연혁 및 입지
경기도 수원 화성 내에 방어와 감시를 위해 1796년에 건립한 망루 시설이다.
수원화성에 있는 공심돈(空心墩)은 서북공심돈과 남공심돈, 동북공심돈 등 세 곳이다.
서북공심돈은 화서문(華西門, 보물제403호) 옆 북치(北雉)의 위에 있고, 남공심돈은 남암문의 동치(東雉)의 위에 있으며, 동북공심돈은 노대의 서쪽 60보쯤 되는 거리에 있다.
서북공심돈은 조선 정조 20년(丙辰,1796) 3.10일 완공되었으며, 건립에 참여한 각 공장(工匠)의 편수(邊手)는 석수(石手) 개경부 김백이(金栢伊)이며 목수(木手)는 서울 손동현(孫東顯)이고, 미장(泥匠)도 서울 김명철(金明喆)과 박도성(朴道成)이다.
화성성역의궤에 서북공심돈외도(外圖), 내도(內圖), 내부도면(裏圖)이 수록되어 있으며 공심돈의 규모와 조영내용이 상세하게 기록되어 있다.
일제강점기에 서북공심돈의 수리(1933~1935년)되었으며, 당시 수리에 관한 정면도, 단면도, 측면도 등 도면자료는 국립중앙박물관에 소장되어 있다.
정조 21년(1797) 1.29일 화성을 순행하였으며, 화서루(華西樓)를 지나 공심돈에 이르러 각신(閣臣)에게 "공심돈은 우리 동국의 성제(城制)에서는 처음 있는 것이다. 여러 신하들은 마음껏 구경하라(至空心墩, 謂閣臣承旨曰: 心墩, 卽我東城制之初有者. 諸臣可縱觀之.)"는 기록이 조선왕조실록에 있다. 최근의 수리는 1975년과 1993년에 유지 보존을 위한 부분적인 수리가 있었다.

## 현상 및 양식적 특징
돈(墩)이란 성역의 안팎에서 일어나는 일을 감시하는 높은 망루를 뜻하며, 공심돈은 돈의 가운데가 비어있는 구조이다.
서북공심돈은 화성 서북측에 축조된 성벽에서 2.8m정도 돌출시켜 남측면의 4.2m만 성곽에 접하고 남측면의 2.5m 정도와 나머지 3면이 돌출된 평면을 이루고 있다.
서북공심돈의 높이는 지면에서 13m정도이다. 1층 바닥에서 2층까지가 2.35m, 2층은 2.17m, 3층 바닥에서 보 밑까지는 2.0m이다. 3층의 여장은 하부벽보다 20cm정도 안측으로 쌓았고, 상․하인방과 문선을 두고 있다.
공심돈의 하부 치성(雉城)은 방형의 석재로 쌓았는데 하부는 장방형석재를 세로로 세워 쌓고, 상부는 가로로 눕혀서 쌓았으며 모서리는 비교적 큰 석재를 사용하였으며 둥글게 원호로 쌓았다. 치성 상부에 축조된 공심돈은 3층 구조를 이루고 있으며, 1층과 2층의 외벽과 3층의 하부는 전돌로 쌓고, 내부는 목조기둥과 보, 도리, 마루귀틀 등으로 가구(架構)하였다.
성벽높이까지는 흙으로 채우고 그 위에 전돌로 가운데를 비운 방형 통 모양 구조물을 만들어 내부에 3개 층으로 구성하였다. 치성의 북측면과 서측면에는 각 2개소의 현안(懸眼)을 두어 내부 1층 바닥에서 성에 접근하는 적을 방어할 수 있도록 조영하였다. 현안의 하부는 치성벽의 석재를 오목하게 ∪자형으로 가공하여 상부 전돌 현안과 연결되게 하였다.
치성 위의 전돌로 쌓은 공심돈 1층과 2층 각 면에는 6개의 총안(銃眼)이 있는데 아래쪽에 2개, 위 측에 4개이다. 3층에는 여장을 쌓고 같은 높이에 4개의 총안을 내었다. 3층 망루에 포사는 정면 2칸, 측면 2칸의 팔작 기와지붕이다. 벽면 위쪽의 판문에는 전안(箭眼)이 설치되어 있다.
내부는 전돌의 벽에 붙여 네모서리에 방주를 세워 2층과 3층을 구성하였는데 바닥에 마루를 깔았고, 각 층에는 목계단이 설치되어 있다. 1층 바닥은 강회다짐이고 2층과 3층은 장마루를 깔았다.

## 지정사유
서북공심돈의 성제(城制)는 우리나라 성곽에 처음 있는 것으로 화성성역의궤에 기록된 것과 같이 치성(雉城)의 상부에 공심돈을 조영한 형식은 현존 성곽 건축에서는 화성에서만 볼 수 있는 귀중한 유산이다. 하부는 장방형 석재를 기능에 따라 적절히 사용하였으며, 상부 공심돈은 전돌로 축조한 상부에 포사는 팔작지붕으로 조영한 재료의 유연성과 기능성이 우수하다. 또한 치성의 석재 쌓기 기법과 상부 공심돈의 전돌 축조 기법, 현안과 총안, 전안 등의 중요한 시설 등 독창적인 건축형태와 조형미를 가지고 있다.

## 같이 보기
- 수원 화성

## 참고 자료
- 수원 서북공심돈 - 국가유산청 국가유산포털